# Eurosta cribrata
Eurosta cribrata är en tvåvingeart som först beskrevs av Wulp 1867.  Eurosta cribrata ingår i släktet Eurosta och familjen borrflugor. Inga underarter finns listade i Catalogue of Life.